# Локтіонова Євгенія Тихонівна
Євгенія Тихонівна Локтіонова (7 березня 1932 — ?) — українська радянська діячка, новатор виробництва, токар Дружківського машинобудівного заводу Донецької області. Депутат Верховної Ради УРСР 7—8-го скликань.

## Біографія
У 1960-ті — 1980-ті роки — токар Дружківського машинобудівного заводу Донецької області.
Потім — на пенсії у місті Дружківці Донецької області.

## Нагороди
- ордени
- медалі